# Кубок Турции по волейболу среди женщин
Кубок Турции по волейболу — второй по значимости, после чемпионата, национальный волейбольный турнир Турции. Проводится с 1995 года (с перерывами).

## Формула соревнований
Розыгрыш состоит из предварительного группового этапа и плей-офф (начиная с четвертьфинала). Победители полуфиналов в финальном матче разыгрывают Кубок. В финале розыгрыша 2024/25 «Фенербахче» победил «Эджзаджибаши» 3:0.

## Победители
- 1995 «Вакыфбанк» Анкара
- 1996 «Эмлякбанк» Анкара
- 1997 «Вакыфбанк» Анкара
- 1998 «Вакыфбанк» Анкара
- 1999 «Эджзаджибаши» Стамбул
- 2000 «Эджзаджибаши» Стамбул
- 2001 «Эджзаджибаши» Стамбул
- 2002 «Эджзаджибаши» Стамбул
- 2003 «Эджзаджибаши» Стамбул
- 2004—2008 турнир не проводился
- 2009 «Эджзаджибаши» Стамбул
- 2010 «Фенербахче» Стамбул
- 2011 «Эджзаджибаши» Стамбул
- 2012 «Эджзаджибаши» Стамбул
- 2013 «Вакыфбанк» Стамбул
- 2014 «Вакыфбанк» Стамбул
- 2015 «Фенербахче» Стамбул
- 2016 турнир не проводился
- 2017 «Фенербахче» Стамбул
- 2018 «Вакыфбанк» Стамбул
- 2019 «Эджзаджибаши» Стамбул
- 2020 турнир не завершён
- 2021 «Вакыфбанк» Стамбул
- 2022 «Вакыфбанк» Стамбул
- 2023 «Вакыфбанк» Стамбул
- 2024 «Фенербахче» Стамбул
- 2025 «Фенербахче» Стамбул

### Титулы
| Клуб                       | Победы |
| -------------------------- | ------ |
| «Эджзаджибаши» Стамбул     | 9      |
| «Вакыфбанк» Анкара/Стамбул | 9      |
| «Фенербахче» Стамбул       | 5      |
| «Эмлякбанк» Анкара         | 1      |